# Балей Пустака
Бале́й Пу́стака (индон. Balai Pustaka — «Дом литературы») — старейшее индонезийское издательство.

## История
Основано в 1917 г. правительством Нидерландской Индии под названием Kantoor voor de Volkslectuur (Дом народной литературы) с целью издания произведений фольклора на языках Индонезии и комплектования сети школьных библиотек. Её создание стало отражением т. н. этического курса, который голландское правительство стало проводить в колониях. В последующем стало публиковать переводы произведений зарубежной литературы («Приключения Тома Сойера» Марк Твена, «Последний из Могикан» Фенимора Купера, «Без семьи» Гектора Мало, поучительные рассказы Льва Толстого и др.), а также труды местных авторов (с 1920 г.). Среди первых публикаций были ставшие классикой произведения индонезийской литературы, в частности, «Тяжкие страдания» Мерари Сирегара (1920), «Ситти Нурбая» Мараха Русли (1922, рус. пер. 1961), «Неправильное воспитание» Абдула Муиса (1928, рус. пер. 1960).
С 1918 по 1941 гг. это издательство выпустило около двух тысяч наименований книг на различных языках архипелага. Кроме того, выпускалось несколько журналов: «Сери Пустака» и «Панджи Пустака» на малайском (индонезийском) языке, «Кеджавен» на яванском и «Парахьянган» на сунданском. Журналы насчитывали от 3 до 7 тыс. подписчиков — в основном это были субсидируемые властями школьные библиотеки (в 1925 г. их насчитывалось около 3 тыс.).
После провозглашения независимости включено в систему министерства образования и культуры. Ежегодно публикует свыше 200 наименований книг общим тиражом около 26 млн экз. на индонезийском языке и языках народов страны. 80 процентов тиражей составляют учебники и пособия для школ.
Редакторами в разное время в издательстве работали Сутан Такдир Алишахбана, Нур Сутан Искандар, Ахдиат К. Михарджа, Прамудья Ананта Тур, Утуй Татанг Сонтани, Русман Сутиасумарго, Х. Б. Яссин, Хаммид Джаббар, Абдул Хади Виджи Мутхари, Субагио Састровардойо. В 2013 г. издательство стало выпускать книги в электронном формате. Располагается в Джакарте.